# Persone di cognome Leoni
| Questa pagina contiene informazioni ricavate automaticamente dalle voci biografiche con l'ausilio del template Bio e di un bot. L'aggiornamento è periodico e automatico e ricostruisce completamente la pagina. Se manca una persona in questa lista, sei pregato di non aggiungerla, ma accertati piuttosto che la sua voce biografica contenga il template Bio e che i dati anagrafici siano correttamente compilati. Se il template Bio manca, inseriscilo tu stesso o, in alternativa, metti l'avviso {{tmp\|Bio}} che ne segnala la mancanza. Se i dati riportati sono sbagliati, correggi direttamente la voce biografica; le modifiche saranno visibili in questa lista entro pochi giorni. Per chiarimenti vedi il progetto antroponimi. La lista contiene solo le 57 persone che sono citate nell'enciclopedia e per le quali è stato implementato correttamente il template Bio. Pagina aggiornata al 23 lug 2025. |

Questa è una lista di persone presenti nell'enciclopedia che hanno il cognome Leoni, suddivise per attività principale.

## Allenatori di calcio(2)
- Gianluca Leoni, allenatore di calcio e ex calciatore italiano (Cesena, n. 1965)
- Giorgio Leoni, allenatore di calcio e ex calciatore sammarinese (Fiorentino, n. 1950)

## Allenatrici di calcio(1)
- Ilaria Leoni, allenatrice di calcio e ex calciatrice italiana (Bagno a Ripoli, n. 1989)

## Architetti(2)
- Giacomo Leoni, architetto italiano (Venezia, n. 1686 - † 1746)
- Giuseppe Leoni, architetto svizzero (Breganzona, n. 1803 - Torino, † 1863)

## Arcivescovi cattolici(1)
- Girolamo Leoni, arcivescovo cattolico italiano (Ancona - Chieti, † 1578)

## Attori(3)
- Christopher Leoni, attore, modello e personaggio televisivo brasiliano (San Paolo, n. 1986)
- Luigi Leoni, attore italiano (Casperia, n. 1935 - Roma, † 2024)
- Matteo Leoni, attore e comico italiano (Milano, n. 1990)

## Attrici(1)
- Neva Leoni, attrice italiana (Roma, n. 1992)

## Calciatori(5)
- Giovanni Leoni, calciatore italiano (Roma, n. 2006)
- Johnny Leoni, ex calciatore svizzero (Sion, n. 1984)
- Leonello Leoni, calciatore italiano (Vigasio, n. 1936 - Cesena, † 2023)
- Matheus Leoni, calciatore brasiliano (Porto Velho, n. 1991)
- Théo Leoni, calciatore belga (Bruxelles, n. 2000)

## Cantanti(1)
- Luca Leoni, cantante italiano (Bari, n. 1973)

## Cantautori(1)
- Lucio Leoni, cantautore e musicista italiano (Roma, n. 1981)

## Ciclisti su strada(2)
- Adolfo Leoni, ciclista su strada e pistard italiano (Gualdo Tadino, n. 1917 - Massa, † 1970)
- Endrio Leoni, ex ciclista su strada italiano (Dolo, n. 1968)

## Compositori(3)
- Ezio Leoni, compositore, arrangiatore e produttore discografico italiano (Milano, n. 1927 - Capriate San Gervasio, † 2015)
- Franco Leoni, compositore italiano (n. 1864 - † 1937)
- Leone Leoni, compositore italiano (Verona - Vicenza, † 1627)

## Fantini(2)
- Domenico Leoni, fantino italiano (Cinigiano, n. 1876 - Monticello Amiata, † 1964)
- Fernando Leoni, fantino italiano (Monticello Amiata, n. 1908 - Monticello Amiata, † 1982)

## Filosofi(1)
- Bruno Leoni, filosofo, giurista e politologo italiano (Ancona, n. 1913 - Alpignano, † 1967)

## Fotografi(1)
- Francesco Leoni, fotografo italiano (Genova, n. 1925 - Genova, † 2000)

## Fumettisti(1)
- Lucio Leoni, fumettista italiano (Como, n. 1968)

## Gesuiti(1)
- Pietro Leoni, gesuita e missionario italiano (Premilcuore, n. 1909 - Montréal, † 1995)

## Giornaliste(1)
- Didi Leoni, giornalista, conduttrice televisiva e produttrice cinematografica italiana (Torino, n. 1961)

## Illusionisti(1)
- Giuseppe Leoni, illusionista italiano (Parè, n. 1778)

## Letterati(1)
- Michele Leoni, letterato italiano (Borgo San Donnino, n. 1776 - † 1858)

## Liutai(1)
- Guido Leoni, liutaio italiano (Genova, n. 1902 - San Benedetto del Tronto, † 1978)

## Medici(1)
- Pierleone Leoni, medico, filosofo e astrologo italiano (Spoleto - Firenze, † 1492)

## Militari(2)
- Berardino Leoni, militare italiano (Cittaducale, n. 1919 - Bobrowskij, † 1942)
- Domenico Millelire, militare italiano (La Maddalena, n. 1761 - La Maddalena, † 1827)

## Piloti automobilistici(1)
- Lamberto Leoni, ex pilota automobilistico e pilota motonautico italiano (Argenta, n. 1953)

## Piloti motociclistici(2)
- Gianni Leoni, pilota motociclistico italiano (Como, n. 1915 - Belfast, † 1951)
- Guido Leoni, pilota motociclistico italiano (Castellucchio, n. 1915 - Ferrara, † 1951)

## Pittori(2)
- Carlo Leoni, pittore e illustratore italiano (Bologna, n. 1925 - Vergato, † 1982)
- Ottavio Leoni, pittore e incisore italiano (Roma, n. 1578 - Roma, † 1630)

## Poeti(1)
- Raul de Leoni, poeta, scrittore e politico brasiliano (Petrópolis, n. 1895 - Itaipava, † 1926)

## Politici(5)
- Antonio Leoni, politico, avvocato e magistrato italiano (Ittiri, n. 1877 - Roma, † 1936)
- Carlo Leoni, politico italiano (Roma, n. 1955)
- Giuseppe Leoni, politico, giornalista e architetto italiano (Mornago, n. 1947)
- Pier Leoni, politico italiano (Roma, † 1128)
- Raúl Leoni, politico venezuelano (El Manteco, n. 1905 - New York, † 1972)

## Presbiteri(1)
- Eugenio Leoni, presbitero italiano (Schivenoglia, n. 1880 - Belfiore, † 1943)

## Produttori cinematografici(1)
- Donato Leoni, produttore cinematografico italiano (Campagnano di Roma, n. 1937 - Viterbo, † 2015)

## Registe(1)
- Isabella Leoni, regista italiana (Roma, n. 1964)

## Sceneggiatori(1)
- Guido Leoni, sceneggiatore, regista e direttore del doppiaggio italiano (Verona, n. 1920 - Roma, † 1998)

## Scrittori(3)
- Diego Leoni, scrittore e storico italiano (Rovereto, n. 1949)
- Giulio Leoni, scrittore italiano (Roma, n. 1951)
- Roberto Leoni, scrittore, sceneggiatore e regista italiano (Roma, n. 1940 - Roma, † 2024)

## Scultori(2)
- Leone Leoni, scultore, collezionista d'arte e medaglista italiano (Arezzo - Milano, † 1590)
- Pompeo Leoni, scultore e medaglista italiano (n. 1531 - Madrid, † 1608)

## Snowboarder(1)
- Tommaso Leoni, snowboarder italiano (Asiago, n. 1991)

## Storici(1)
- Pier Carlo Leoni, storico italiano (Padova, n. 1812 - Padova, † 1874)